# Davy-Nacktrückenfledermaus

Verbreitungsgebiets der Davy-Nacktrückenfledermaus

Die Davy-Nacktrückenfledermaus (Pteronotus davyi) ist ein vom südlichen Nordamerika bis zum nördlichen Südamerika verbreitetes Fledertier. Sie ist die Typart der Gattung Nacktrückenfledermäuse.
Die Art ist nach dem englischen Zoologen John Davy benannt.

## Merkmale
Erwachsene Exemplare erreichen eine Kopf-Rumpf-Länge von 50 bis 57 mm, eine Schwanzlänge von 18 bis 25 mm sowie ein Gewicht von 8 bis 11 g. Die Länge der Unterarme beträgt 46 bis 50 mm, die Hinterfüße sind 9 bis 12 mm lang und die Länge der Ohren variiert zwischen 16 und 19 mm. Wie bei zwei anderen Gattungsvertretern erscheint der Rücken nackt, da die Flügel miteinander verbunden sind. Darunter befindet sich längeres Fell als auf der Unterseite. Die Fellfarbe ist auf dem gesamten Körper graubraun bis rotbraun. Weitere Kennzeichen sind eine breite Schnauze, spitze Ohren und kleine untere Schneidezähne.

## Verbreitung
Das Verbreitungsgebiet reicht von den Küstengebieten Mexikos, inklusive der Halbinsel Niederkalifornien, über Mittelamerika bis nach Kolumbien sowie über Venezuela und die Region Guyanas bis in den Nordosten Brasiliens. Die einzigen Fundstellen in Panama liegen im Nationalpark Coiba. Eine disjunkte Population lebt im Nordwesten Perus. Die Art kommt auf den Kleinen Antillen vor. Die Davy-Nacktrückenfledermaus hält sich im Flachland und Gebirge bis 2000 Meter Höhe auf. Sie bewohnt feuchte immergrüne und halbtrockene Laubwälder und besucht angrenzende Landschaften.

## Lebensweise
Die Exemplare ruhen in feuchten warmen Höhlen und teilen ihr Versteck mit der Schnurrbärtigen Fledermaus oder mit Vertretern der Familie Blattnasen. Eine Trennung von Männchen und Weibchen wurde nicht festgestellt. Diese Fledermaus verlässt ihre Höhle in der zeitigen Abenddämmerung und jagt ihre Beute mit Hilfe der Echoortung. Die Rufe sind 4 bis 5 Millisekunden lang und bestehen aus zwei oder drei Tonfolgen. Davon ist die zweite die stärkste. Sie beginnt bei einer Frequenz von 68 bis 70 kHz und endet bei durchschnittlich 54 kHz. Die Davy-Nacktrückenfledermaus frisst verschiedene Insekten wie Schmetterlinge, Zweiflügler oder Ohrwürmer. Sie jagt über Waldlichtungen und offenen Gebieten in Waldnähe. Längere Wanderungen konnten nicht registriert werden, obwohl keine andere Art der Kinnblattfledermäuse die Kleinen Antillen erreicht.
Zum Fortpflanzungsverhalten ist nur sehr wenig bekannt. Im März waren einige Weibchen auf Dominica trächtig und im Juli hatte ein Weibchen aktive Milchdrüsen. Funde von Jungtieren auf Curaçao stammen aus dem September.

## Gefährdung
In begrenzten Gebieten kann sich der Abbau von Kalkstein im Umfeld der Höhlen negativ auswirken. Die IUCN listet die Art als nicht gefährdet (least concern), da der Gesamtbestand als stabil eingeschätzt wird.